# Izbori za Županijski dom Sabora Republike Hrvatske 1997.
██ HDZ (40)
██ HSLS (6)
██ HSS (9)
██ IDS (2)
██ SDP (4)
██ HSP (2)
██ Imenovani (5)
Drugi po redu izbori za Županijski dom Sabora Republike Hrvatske su održani 1. travnja 1997. godine
To su bili prvi izbori u povijesti samostalne Hrvatske na kojima je korišten isti izborni zakon kao i na prethodnim izborima za isto predstavničko tijelo. Istovremeno su održani lokalni izbori za županijske skupštine, te gradska i općinska vijeća. 
Vladajuća Hrvatska demokratska zajednica je na izbore ušla oslabljena Zagrebačkom krizom, odlaskom nekih od najvažnijih članova kao i nagađanjima o zdravlju Franje Tuđmana. 
Hrvatska opozicija, iako ohrabrena svim time, nije djelovala jedinstveno. Vođe Hrvatske socijalno-liberalne stranke i Hrvatske seljačke stranke su vjerovali da HDZ mogu pobijediti bez pomoći drugih stranaka. Na kraju je to iskoristio HDZ kako bi osvojio 42 od 68 mjesta.
Ostatak su osvojili HSLS, HSS, Istarski demokratski sabor i Socijaldemokratska partija Hrvatske. Ovo su bili posljednji izbori za Županijski dom, jer je ukinut ustavnim promjenama 2001. godine.

## Rezultati
| Stranka/koalicija                                                                                             | Glasova   | %    | Mandata | +/– |
| --- | --------- | ---- | ------- | --- |
| Hrvatska demokratska zajednica                                                                                | 1.060.909 | 41,9 | 40      | +3  |
| HSLS-HSS | 358.530   | 14,2 | –       | –   |
| SDP-HNS | 281.496   | 11,1 | –       | –   |
| Hrvatska socijalno-liberalna stranka                                                                          | 87.333    | 3,5  | 6       | −10 |
| Hrvatska seljačka stranka                                                                                     | 76.384    | 3,0  | 9       | +4  |
| Istarski demokratski sabor                                                                                    | 64.883    | 2,6  | 2       | −1  |
| HSLS-HNS-HSS                                                                                                  | 60.574    | 2,4  | –       | –   |
| SDP-PGS-HNS                                                                                                   | 60.391    | 2,4  | –       | –   |
| Socijaldemokratska partija Hrvatske                                                                           | 50.487    | 2,0  | 4       | +3  |
| Hrvatska stranka prava 1861                                                                                   | 46.162    | 1,8  | 0       | 0   |
| HSU-ASH | 39.673    | 1,6  | –       | –   |
| Hrvatska kršćanska demokratska unija                                                                          | 33.531    | 1,3  | 0       | 0   |
| Socijaldemokratska unija                                                                                      | 33.508    | 1,3  | 0       | 0   |
| Srpska narodna stranka                                                                                        | 32.369    | 1,3  | 0       | 0   |
| Hrvatska čista stranka prava                                                                                  | 27.801    | 1,1  | 0       | 0   |
| HDZ-HKDU-HSP-KDM                                                                                              | 19.534    | 0,8  | –       | –   |
| Istarski socijaldemokratski forum                                                                             | 14.202    | 0,6  | –       | –   |
| Hrvatska stranka prava                                                                                        | 13.003    | 0,5  | 2       | +2  |
| SDP-HNS-HKDU                                                                                                  | 12.374    | 0,5  | –       | –   |
| Hrvatska narodna stranka – liberalni demokrati                                                                | 10.644    | 0,4  | 0       | −1  |
| DA-SDU | 8.994     | 0,4  | –       | –   |
| ostale stranke i koalicije                                                                                    | 125.436   | 5,0  | 0       | 0   |
| neovisni | 11.194    | 0,4  | 0       | 0   |
| imenovani članovi                                                                                             | -         | -    | 5       | 0   |
| nevažeći glasovi                                                                                              | 86.062    | –    | –       | –   |
| ukupno | 2.615.474 | 100  | 68      | 0   |
| Izvor: Izvješće o konačnim službenim rezultatima izbora zastupnika u Županijski dom Sabora Republike Hrvatske |           |      |         |     |